# Merremia aegyptia
Merremia aegyptia là một loài thực vật có hoa trong họ Bìm bìm. Loài này được (L.) Urb. mô tả khoa học đầu tiên năm 1910.

## Hình ảnh

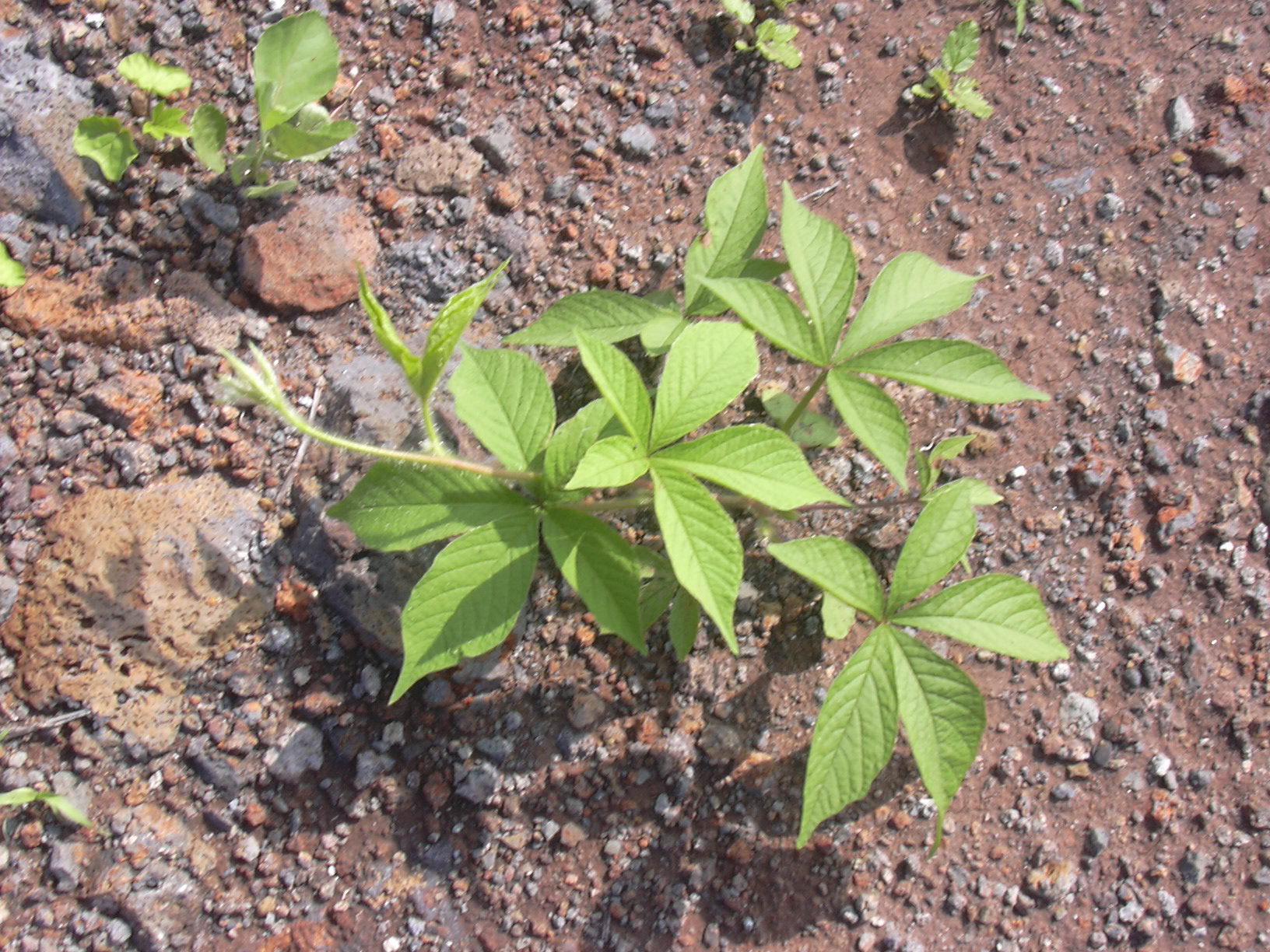
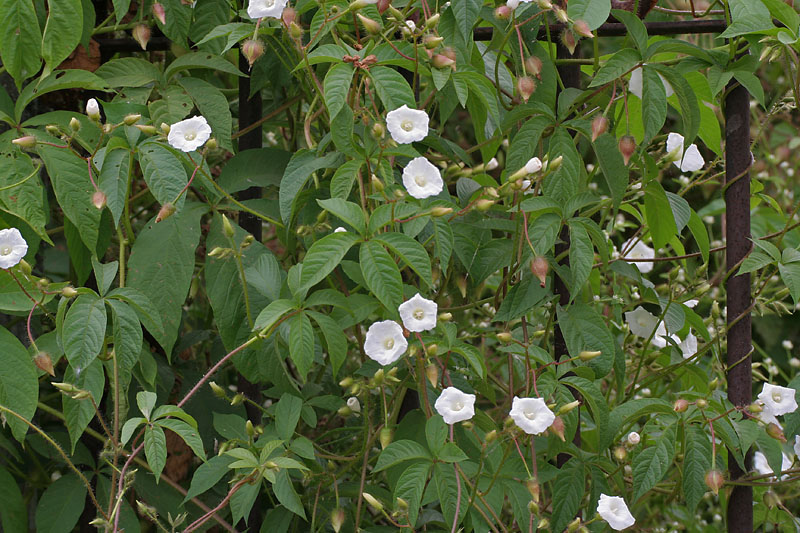
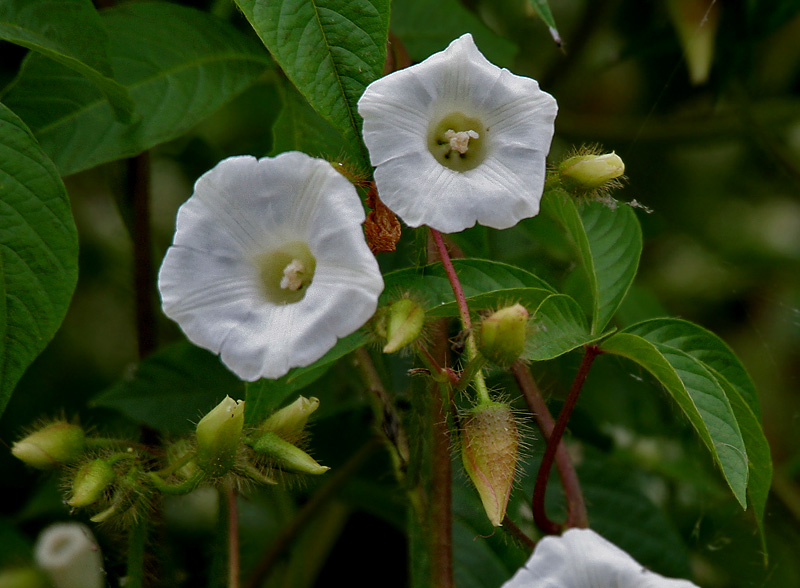
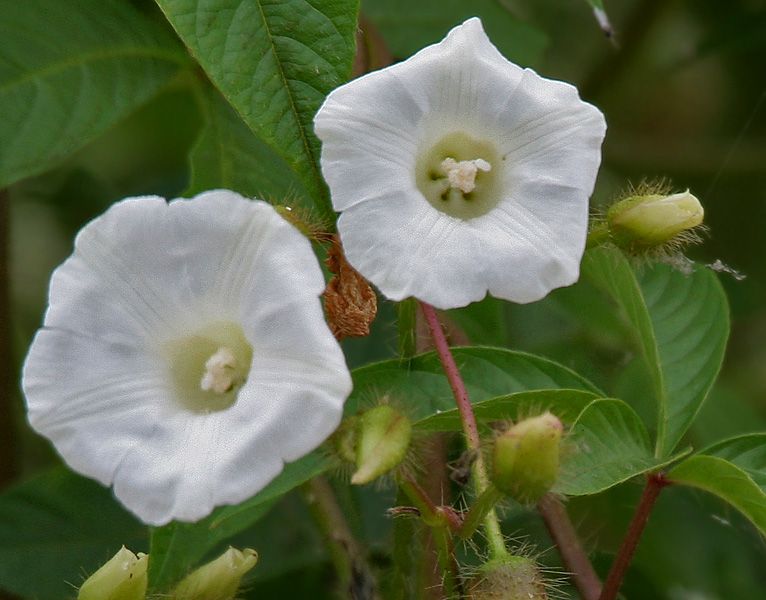